# Vampyressa
Vampyressa és un gènere de ratpenats de la família dels fil·lostòmids, format per vuit espècies distribuïdes per Centreamèrica i Sud-amèrica.

## Taxonomia
- Subgènere Metavampyressa
  - Ratpenat d'orelles grogues de Brock (Vampyressa brocki)
  - Ratpenat d'orelles grogues gros (Vampyressa nymphaea)
- Subgènere Vampyressa
  - V. elisabethae
  - Ratpenat d'orelles grogues andí (Vampyressa melissa)
  - Ratpenat d'orelles grogues petit (Vampyressa pusilla)
  - V. sinchi
  - V. thyone
  - V. villai
- Subgènere Vampyriscus
  - Ratpenat d'orelles grogues amazònic (Vampyressa bidens)